# Abzeichen für aktive Arbeit
Das Abzeichen für aktive Arbeit war eine nichtstaatliche Auszeichnung  der Gesellschaft für Sport und Technik (GST) in der Deutschen Demokratischen Republik (DDR), welches erstmals zu Beginn der 1950er Jahre in einer Stufe gestiftet wurde. Seine Verleihung erfolgte für langjährige aktive Mitarbeit in der GST.

## Aussehen und Trageweise
Bisher sind drei Formen des Abzeichens bekannt geworden. Die Ursprungsform zeigt einen vergoldeten Lorbeerkranz mit unten mittig versehenem schwarz-rot-goldenem Wappenschild. Darüber befindet sich ein weißes Schriftband mit der Aufschrift FÜR AKTIVE ARBEIT. Darüber ist ein übergroßer 25 mm hoher roter fünfeckiger Stern zu sehen, der mittig das Symbol der GST zeigt. Die zweite Form des Abzeichens zeigte dann statt des Sterns nur noch das 21 mm hohe GST-Symbol und die dritte und letzte Form, welche 1961 eingeführt wurde, verzichtete auch auf den schwarz-rot-goldenen Wappenschild. Getragen wurde das Abzeichen an der linken Brustseite als Steckkreuz.